# Единица трансляции
В языках программирования единица трансляции — максимальный блок исходного текста, который физически можно оттранслировать (преобразовать во внутреннее машинное представление; в частности, откомпилировать). Важная концепция языков Си и Си++.
Понятие «единица трансляции» появилось с первыми диалоговыми компьютерами: в те времена нехватка памяти была такой, что компьютер не мог удержать в ней одновременно компилятор, текст крупной программы и результирующий код. Приходилось компилировать по частям, а затем специальной программой — компоновщиком — собирать из откомпилированных модулей исполняемый файл.
Сейчас текст разбивают на единицы трансляции в первую очередь ради повторного использования кода. Да и современные оптимизирующие компиляторы зачастую медленны настолько, что пересборка большой программы может длиться десятки минут.

## В языкахСииСи++
В языках программирования Си и Си++ единица трансляции (англ. translation unit) — подаваемый на вход компилятора исходный текст (файл с расширением .c или .cpp) со всеми включёнными в него файлами.
В отличие от многих других языков программирования (Паскаль, Java, C#), в Си единицы трансляции компилируются по отдельности, никак не пересекаясь. За «стыковкой» единиц в программу следит исключительно компоновщик. Есть две технологии написания программ на Си: «множество единиц трансляции» и «одна единица трансляции».

### Множество единиц трансляции
Традиционная техника, при которой каждый c-файл компилируется по отдельности, после чего объектные файлы собираются в исполняемый файл компоновщиком.

### Одна единица трансляции
Техника, при которой несколько c-файлов объединяются не компоновщиком, а с помощью #include. Например:
```
// compile_me.cpp

#include
 
"foo.cpp"

#include
 
"bar.cpp"

```

```
// foo.cpp

#include
 
<iostream>
 // Крупный стандартный заголовок

#include
 
"bar.hpp"
 // Заголовок функции 'bar'

int
 
main
()

{
 

  
bar
();

}

```

```
// bar.cpp

#include
 
<iostream>
 // Всё тот же крупный заголовок (второй раз подключен не будет!)

void
 
bar
()

{

  
...

}

```

Плюсы такой структуры: ускоряется полная сборка, расширяется диапазон возможных оптимизаций. Упрощается адаптация чужих библиотек под экзотические компиляторы (например, Embarcadero C++ Builder в режиме __fastcall). Минус — при небольших изменениях в коде перекомпилируется вся программа.
В виде одной единицы трансляции часто выпускают крупные открытые библиотеки (например, SQLite). При этом программируют их «по старинке», огромным количеством единиц, а из одного вида в другой переводят несложным препроцессором.

## В прочих языках
- Фортран: единицей трансляции является отдельная программная единица (основная программа, подпрограмма или функция) или модуль вместе с включенными файлами. Т.о. в Фортране один файл может содержать несколько единиц трансляции.
- Паскаль: единицей трансляции является программа или модуль.
- PHP, Perl: единиц трансляции нет, оттранслировать можно только программу целиком.
- Java: единица трансляции — класс.